# Valdir Espinosa
Valdir Ataualpa Ramirez Espinosa (Porto Alegre, 17 oktober 1947 – Rio de Janeiro, 27 februari 2020) was een Braziliaans voetbaltrainer.
Hij heeft als hoofdtrainer bij diverse clubs gewerkt zoals Grêmio, Cerro Porteño, Botafogo FR, CR Flamengo, SE Palmeiras, Portuguesa, SC Corinthians Paulista en Fluminense FC.
Espinosa won in 1983 de CONMEBOL Libertadores en Wereldbeker met Grêmio. 